# Јожеф Нађ (фудбалер, 1892)
Јожеф Нађ (мађ. Nagy József; Будимпешта, 15. октобар 1892 — Будимпешта, 17. јануар 1963) био је мађарски фудбалер и тренер.
Најпознатији је по својој каријери фудбалског тренера; Нађ је водио фудбалску репрезентацију Шведске и шведске клубове, а затим је прешао у Серију А, где је водио три клуба, Про Верчели, Болоњу и Ђенову. Такође је управљао шведским Брагеом.

## Трофеји
Болоња
- Митропа куп (1): 1932.